# Funk Wav Bounces Vol. 1
Funk Wav Bounces, Vol. 1 es el quinto álbum de estudio del disc jockey y productor escocés Calvin Harris. Fue lanzado el 30 de junio de 2017, acompañado de las voces invitadas de Ariana Grande, Big Sean, D.R.A.M., Frank Ocean, Future, Jessie Reyez, John Legend, Katy Perry, Kehlani, Khalid, Lil Yachty, Migos, Nicki Minaj, PartyNextDoor, Pharrell Williams, Schoolboy Q, Snoop Dogg, Travis Scott y Young Thug.

## Antecedentes
Harris anunció previamente que lanzaría diez nuevos sencillos en 2017. El 15 de febrero, el artista publicó un tuit donde decía lo siguiente:  "para este nuevo trabajo discográfico, he trabajado con los mejores artistas de nuestra generación". Más tarde, el 9 de mayo, subió un vídeo a la plataforma de YouTube titulado "Calvin Harris - Funk Wav Bounces Vol. 1 (Album Trailer)" donde anunciaba las diferentes colaboraciones que incluiría el disco además de revelar su fecha de estreno y como no, el título de este. El tráiler contenía la canción "Rollin" de fondo.

## Sonido
El sonido es un regreso al trabajo anterior de Harris, antes de que hiciera EDM, moviéndose hacia un sonido funk y disco que se crea con instrumentación real. El 27 de marzo de 2017, Harris subió un video a su canal de YouTube que muestra cómo creó "Slide".
Este álbum lleva también la Parental Advisory, ya que la lírica, es bastante explícita, como se lo muestra en todas las canciones de este álbum.

## Sencillos
En 2016, Harris tenía pensado lanzar un disco más pop-dance-electrónico. Teniendo en mente ese proyecto, lanzó el 29 de abril de 2016 una colaboración con la cantante barbadense Rihanna en la canción "This Is What You Came For". Esta canción tenía pensado ser el primer sencillo de su nuevo trabajo discográfico. This is What You Came For no pasó desapercibido pues ganó múltiples premios incluyendo "Mejor Video de un Artista Masculino" en los MTV Video Music Awards 2016 además de obtener múltiples nominaciones en la misma ceremonia de premios como "Colaboración del Año" o "Canción del Verano". El videoclip de TIWYCF fue estrenado el 16 de junio de 2016 además de un EP de remixes estrenado el 2 de agosto de este mismo año.
Tras el verano, Harris lanzó una canción en solitario con sus propias vocales bajo el nombre de "My Way" la cual se rumoreaba que iba a ser una colaboración con la cantante estadounidense Ariana Grande. Los dos desmintieron el rumor mediante un vídeo donde decían: "los dos tenemos una canción llamada My Way pero no es la misma". A partir de aquí, se confirmó que Grande tendría una canción con ese título en su cuarto álbum de estudio. My Way de Calvin Harris se estrenó de manera mundial el 16 de septiembre de 2016. El videoclip fue estrenado el 28 de octubre de ese mismo año.
Con Slide, nos dimos cuenta de que el nuevo álbum de Harris había tomado un rumbo muy diferente al de sus 2 anteriores singles que lanzó en 2016. Este sencillo se estrenó el 23 de febrero de 2017 con la colaboración del cantante Frank Ocean y el trío de hip-hop Migos. Esta canción tiene una vena más veraniega y funky. En este momento, se comenzó a especular que Funk Wav Bonces llegaría en el segundo trismestre de 2017. Un preview de la canción de apenas 2 minutos de duración fue subido a su cuenta de YouTube.
El segundo sencillo de Funk Wav llegó el 31 de marzo de 2017 bajo el nombre de Heatstroke y con la colaboración de Pharrell Williams, Young Thug y la rumoreada anteriormente Ariana Grande. Allí fue cuando los fanes de Harris y los medios empezaron a especular que My Way y This Is What You Came For no estarían incluidos por el nuevo sonido del álbum. Un preview fue subido a YouTube.
El tercer sencillo oficial del álbum fue Rollin en colaboración con los raperos Future y Khalid. Rollin fue estrenado el 12 de mayo de 2017. Un preview de 1:31 minutos de duración fue subido al canal de VEVO y YouTube el mismo día del estreno. Este tipo de previews se consideran estrategias de publicidad para que los fanes si les gusta la canción y quieren escucharla toda, la compren por ITunes o hagan streaming de esta generando dinero al artista y a su discográfica.
Feels fue anunciado como el cuarto sencillo del álbum el 14 de junio de 2017 en las redes sociales del DJ. El 16 de junio de 2017 se estrenó otro preview en YouTube mientras que la canción completa se estrenó de manera completa y sin ningún corte en otras plataformas digitales. Este es el único sencillo de la era que tiene un videoclip el cual fue subido el 26 de junio de 2017 con un ambiente muy tropical como el de la canción. Esta canción es la tan esperada colaboración con Katy Perry, Pharrell Williams y Big Sean.

## Lista de canciones
| N.º   | Título                                                           | Escritor(es)                                                                | Duración |  |
| 1.    | «Slide» (con Frank Ocean y Migos)                                | Adam Wiles, Christopher Ocean, Qualivous Marshall, Kiari Cephus             | 3:50     |  |
| 2.    | «Cash Out» (con ScHoolboy Q, PARTYNEXTDOOR y D.R.A.M.)           | Wiles, Quincy Hanley, Jahron Brathwiate, Shelley Massenburg-Smith           | 3:55     |  |
| 3.    | «Heatstroke» (con Young Thug, Pharrell Williams y Ariana Grande) | Wiles, Jeffrey Williams, Pharrell Williams, Brittany Hazzard                | 3:49     |  |
| 4.    | «Rollin'» (con Future y Khalid)                                  | Wiles, Nayvadius Wilburn, Khalid Robinson                                   | 4:32     |  |
| 5.    | «Prayers Up» (con Travis Scott y A-Trak)                         | Wiles, Jacques Webster Jr., Allan Macklovitch                               | 3:24     |  |
| 6.    | «Holiday» (con Snoop Dogg, John Legend y Takeoff)                | Wiles, Cordozar Broadus Jr., John Stephens, Kirshnik Ball                   | 2:49     |  |
| 7.    | «Skrt on Me» (con Nicki Minaj)                                   | Wiles, Onika Maraj                                                          | 3:48     |  |
| 8.    | «Feels» (con Pharrell Williams, Katy Perry y Big Sean)           | Wiles, Pharrell Williams, Katheryn Hudson, Brittany Hazzards, Sean Anderson | 3:43     |  |
| 9.    | «Faking It» (con Kehlani y Lil Yachty)                           | Wiles, Kehlani Parrish, Miles McCollum                                      | 4:00     |  |
| 10.   | «Hard to Love» (con Jessie Reyez)                                | Wiles, Jessica Reyez                                                        | 3:50     |  |
| 37:40 |                                                                  |                                                                             |          |  |

## Personal
Créditos adaptados de notas de canciones individuales.
- Big Sean - voz y composición en Feels
- Andrew Coleman - grabación de Heatstroke
- D.R.A.M. - voz en Cash Out
- Matthew Desrameaux - asistente de grabación de Heatstroke
- Seth Firkins – grabación de Rollin
- Frank Ocean – voz en Slide
- Future - voz en Rollin
- Ariana Grande - voz en Heatstroke
- Calvin Harris – producción en todo el álbum
- John Legend – voz y composición en Holiday
- Katy Perry – voz y composición en Feels
- Kehlani – voz y composición en Faking It
- Khalid – voz y composición en Rollin
- Dave Kutch – masterización de Heatstroke y Rollin
- Lil Yachty – voz y composición en Faking It
- Mike Marsh – masterización de Slide
- Migos – voz y composición en Slide
- Nicki Minaj – voz y composición en Skrt On Me
- PartyNextDoor – voz y composición en Cash Out
- Jessie Reyez – voz y composición en Hard To Love
- Schoolboy Q – voz y composición en Cash Out
- Snoop Dogg – voz y composición en Holiday
- Starrah – voz adicional de fondo en Heatstroke
- Marcos Tovar – grabación de Heatstroke
- Travis Scott – voz y composición en Prayers Up
- Pharrell Williams – producción adicional y voz en Heatstroke
- Fender Rhodes – percusión adicional en Heatstroke
- Young Thug – voz en Heatstroke

## Certificaciones
| País   | Organismo certificador | Certificación | Ventas certificadas | Ref.   |
| ------ | ---------------------- | ------------- | ------------------- | ------ |
| México | AMPROFON               | Oro           | 30,000              | [ 20 ] |